# Андріяна Яневска
Андріяна Яневска (нар. 6 грудня 1981, Скоп'є, СФРЮ) — македонська співачка. Закінчила Університет св. Кирила і Мефодія у 2004 році. Переможниця фестивалю МакФест (2000).

## Дискографія
- Моја библија - 2001
- Ден - 2006
- Македонски рози (МИТАН етно) - 2008
- Приказна за едно моме (МИТАН етно) - 2009
- Ѕвездичка мала (христијански детски песни) - 2010
- Кога си среќен (детски песни) - 2011
- Патување на полноќ (МИТАН етно) - 2013
- Запивалки (детски приспивни песни и приказни) - 2015
- Слушни, пеј, играј... (традиционални детски песни) - 2017